# Dichorisandra
Dichorisandra  è un genere di piante  della famiglia delle Commelinacee, conosciute come piante ornamentali da penombra.

## Tassonomia
Il genere comprende le seguenti specie:
- Dichorisandra acaulis Cogn.
- Dichorisandra alba Seub. & Warm.

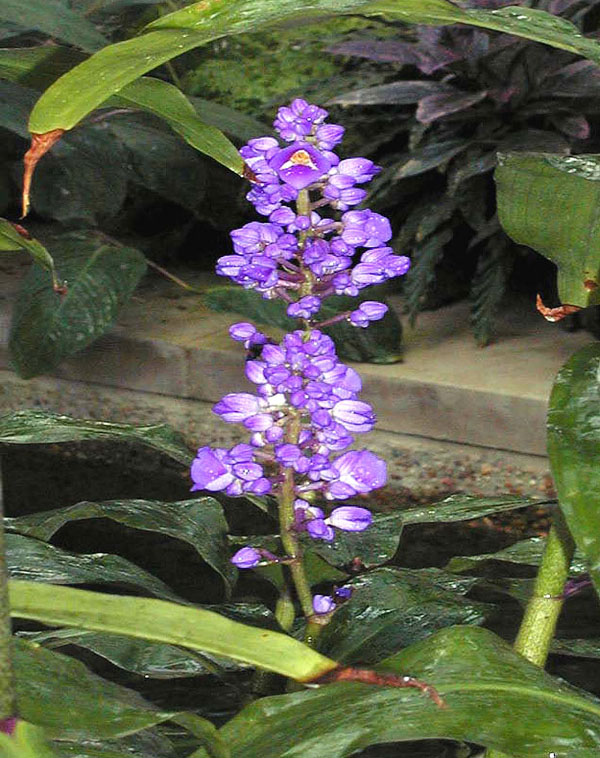
Dischorisandra thyrsiflora, originaria del Sudamerica, detta anche Zenzero blu

- Dichorisandra albomarginata Linden ex Regel
- Dichorisandra amabilis J.R.Grant
- Dichorisandra bahiensis Aona & M.C.E.Amaral
- Dichorisandra begoniifolia Kunth
- Dichorisandra bonitana Philipson
- Dichorisandra conglomerata Aona & M.C.E.Amaral
- Dichorisandra densiflora Ule
- Dichorisandra diederichsanae Steyerm.
- Dichorisandra fluminensis Brade
- Dichorisandra gaudichaudiana Kunth
- Dichorisandra glabrescens (Seub.) Aona & M.C.E.Amaral
- Dichorisandra glaziovii Taub.
- Dichorisandra hexandra (Aubl.) C.B.Clarke
- Dichorisandra hirtella Mart.
- Dichorisandra incurva Mart.
- Dichorisandra interrupta Mart.
- Dichorisandra jardimii Aona & M.C.E.Amaral
- Dichorisandra leonii Aona & M.C.E.Amaral
- Dichorisandra leucophthalmos Hook.
- Dichorisandra leucosepala Aona & M.C.E.Amaral
- Dichorisandra marantoides Aona & Faden
- Dichorisandra micans C.B.Clarke
- Dichorisandra musaica K.Koch & Linden
- Dichorisandra nana Aona & M.C.E.Amaral
- Dichorisandra neglecta Brade
- Dichorisandra nutabilis Aona & M.C.E.Amaral
- Dichorisandra odorata Aona & M.C.E.Amaral
- Dichorisandra ordinatiflora Aona & Faden
- Dichorisandra oxypetala Hook.
- Dichorisandra paranaensis D.Maia, Cervi & Tardivo
- Dichorisandra penduliflora Kunth
- Dichorisandra perforans C.B.Clarke
- Dichorisandra picta G.Lodd. ex Bosse
- Dichorisandra procera Mart.
- Dichorisandra puberula Nees & Mart.
- Dichorisandra pubescens Mart.
- Dichorisandra radicalis Nees & Mart.
- Dichorisandra rupicola Aona & M.C.E.Amaral
- Dichorisandra sagittata Aona & M.C.E.Amaral
- Dichorisandra saundersii Hook.f.
- Dichorisandra saxatilis Aona & M.C.E.Amaral
- Dichorisandra striatula Q.S.Moraes & M.Pell.
- Dichorisandra subtilis Aona & M.C.E.Amaral
- Dichorisandra tejucensis Mart.
- Dichorisandra thyrsiflora J.C.Mikan
- Dichorisandra ulei J.F.Macbr.
- Dichorisandra variegata Aona & Faden
- Dichorisandra velutina Aona & M.C.E.Amaral
- Dichorisandra villosula Mart.